# Douglas Harry Wheelock
Douglas Harry Wheelock (Binghamton, New York, 1960. május 5.–) amerikai mérnök, űrhajós. Teljes neve Douglas Harry "Wheels" Wheelock.

## Életpálya
1983-ban az Applied Science and Engineeringbwn szerzett mérnöki diplomát. A hadseregbe belépve 1984-ben repülőgép vezetésből vizsgázott. 1992-ben felsőfokú mérnöki diplomát szerzett. A katonaságnál a Csendes-óceáni bázisokon (Hawaii, Dél-Korea, Fülöp-szigetek) különböző beosztásokban szolgált. Foglalkozott a harci fegyverek fejlesztésével. A Haditengerészet kiképezte helikopter/repülőgép berepülő pilótának. Tesztgépei a felderítési kategóriába tartoztak OH–58D, UH–60, RU–21  és C–23. Több mint 2500 órát repült, 43 különböző forgó- és merevszárnyú repülőgépen
1998. június 4-től részesült űrhajóskiképzésben a Lyndon B. Johnson Űrközpontban, valamint a Jurij Gagarin Űrhajóskiképző Központban. A NASA megbízásából, orosz összekötőként részt vett az ISS hardver és szoftver termékek tesztelésén, a kétnyelvű dokumentáció elkészítésén. 2005-től a NASA műveleti igazgatója Moszkvában. Elsődleges kapcsolattartó, az amerikai űrhajósokon kívül képviselte a nemzetközi űrhajósokat a képzési, logisztikai és adminisztratív kérdésekben. Két űrszolgálata alatt összesen 178 napot, 09 órát és 34 percet töltött a világűrben.
Űrhajós pályafutását 2011. július 12-én fejezte be, visszatért a hadseregbe.

## Űrrepülések
- STS–120 a Discovery űrrepülőgép 34. repülésén küldetésfelelőse. Az Olaszország által készített Harmony modult szállította az ISS űrállomásra, majd űrhajósai űrsétával (kutatás, szerelés) pozíciójába helyezték. Első űrrepülésén összesen 15 napot, 2 órát és 23 percet (362 óra) töltött a világűrben. Három űrséta (kutatás, szerelés) alatt összesen 20 óra és 41 percet töltött az ISS-en kívül. 10 050 000 kilométert (6 200 000 mérföldet) repült, 238 kerülte meg a Földet.
- Szojuz TMA–19 fedélzeti mérnöke/ISS parancsnoka. Második küldetés során részt vett számos tudományos vizsgálatban, kísérletbe. Három alkalommal végzett űrsétát (kutatás, szerelés). 2010. szeptember 22-én első amerikai katonatisztként átvette az Nemzetközi Űrállomás (ISS) parancsnokságát. Az első űrhajós, aki az űrből check in alkalmazást végzett. Összesen 163 napot, 07 órát és 11 percet töltött a világűrben.

### Tartalék személyzet
Szojuz TMA–17 fedélzeti mérnöke